# Tembot Keráshev
Tembot Magometovich Keráshev en ruso: Тембот Магометович Кера́шев, Koshejab, 16 de agosto de 1902 - Maikop, 8 de febrero de1988) fue un escritor soviético adigué. Ganador del Premio Stalin de tercer grado (1948). Miembro del Partido Comunista de la Unión Soviética (Bolcheviques).

## Biografía
Nació el 16 de agosto de 1902 en el aul de Koshejabl, en la república de Adiguesia, Rusia, en una familia campesina adigué. Estudió en una escuela tártara. Continuó sus estudios en el seminario de enseñanza de Ufá (1913-1914) y luego en la escuela real y en la escuela secundaria de la stanitsa Abínskaya (1918-1920), y en el Instituto Politécnico de Krasnodar. Trabajó de archivero en la Organización de la Conferencia Islámica de Adiguesia. En 1929 se graduó en la Universidad Estatal de Administración de Moscú, volviendo al Óblast Autónomo Adigués para trabajar como trabajar como redactor en el periódico del óblast. En 1931 fue nombrado director del Instituto de Investigación Adigué de Historia Local, cargo que desempeñó hasta 1934. Pasó a trabajar como profesor adjunto en el Instituto de Krasnodar (1934-1936) tras lo que regresó al Instituto de Historia Local. Se dedicó a recoger muestras de la poesía oral de los circasianos y colecciones de folclore y a la preparación de libros de texto de literatura (en particular, en colaboración con Ajmed Jatkov creó los primeros tres libros de texto sobre literatura adigué para las escuelas secundarias). El escritor murió en 1988.

## Obras
En 1925 publicó su primer relato, Ark (Арк). Esta obra es una de las fundadoras de la nueva literatura adigué. Entre sus obras más conocidas están Adygeya - pervaya nationalnaya (Адыгея—первая национальная), Pozor Mashuka (Позор Машука), colección de relatos de 1934; Tainy Sariet (Тайны Сариет), la novela Doroga k schastiu (Дорога к счастью), de 1939; la colección de cuentos y novelas Posledni vystrel (Последний выстрел, 1949), Doch shapsugov (Дочь шапсугов), Mest tabynshchika (Месть табунщика), Abrek (Абрек), de 1957 y las novelas Sostiazanie s mechtoi (Состязание с мечтой 1955) Umnoi materi doch (Умной матери дочь, 1963), Kuko (Куко, 1968), Odinoki vsadnik (Одинокий всадник, 1973) y otras.
En 1923 tradujo al idioma adigué La Internacional.

## Condecoraciones
- Premio Stalin (1948), por la novela Shambul (Шамбул, 1940)
- Orden de Lenin
- Orden de la Revolución de Octubre
- Orden de la Bandera Roja del Trabajo

## Homenaje
En Maikop, la casa donde vivió Keráshev (calle Chervonozhovtneva  9)tiene una placa conmemorativa. El Instituto Republicano Adigué de Ciencias Humanas lleva su nombre. 
Existe un museo de la literatura llamado Tembot Keráshev (filial del Museo Nacional de la República de Adiguesia).